# Stenolejeunea schiffneri
Stenolejeunea schiffneri là một loài Rêu trong họ Lejeuneaceae. Loài này được (Herzog) Pocs miêu tả khoa học đầu tiên năm 1995.